# 生物溝通
在生物科學的研究中，生物溝通（英語： biocommunication）是植物、動物、真菌、原生動物和微生物的物種內或物種間的任何特定類型的溝通。 溝通基本上意味著遵循三個級別（句法、語用和語義（英語：semantic））規則的符號介導的交互。在大多數情況下，符號是化學分子（化學物質），但也有觸覺，或者在動物中也有視覺和聽覺。動物的生物溝通可能包括聲響的發出與接受（如鳥類之間）或費洛蒙產生（如各種昆蟲之間），植物和動物之間的化學訊號（如維管植物用於警告昆蟲的單寧生產），以及植物之間和植物內部的化學介導溝通。
真菌的生物溝通表明，菌絲體溝通整合了真菌生物、土壤細菌和植物根部細胞之間的種間訊號介導的相互作用，沒有這些相互作用，植物營養就無法組織起來。纖毛蟲的生物溝通識別了這些單細胞真核生物中的各種溝通水平（英語：levels）和模體（英語：motifs）。噬菌體的生物溝通表明，地球上最豐富的活體通過訊號介導的相互作用進行協調和組織。生物溝通是協調各種免疫系統細胞類型行為的重要媒介。